# Toodyay
Toodyay – miasto w Australii, w stanie Australia Zachodnia, w regionie South West, siedziba administracyjna hrabstwa Toodyay. Według Australijskiego Biura Statystycznego w 2016 roku miejscowość liczyła 1408 mieszkańców.

## Demografia
Populację Toodyay stanowi 34,6% Anglików, 28,8% Australijczyków, 8,7% Szkotów, 7,6% Irlandczyków i 1,8% Holendrów.